# Gonzaga (Minas Gerais)
Pour les articles homonymes, voir Gonzaga (homonymie).
Gonzaga est une municipalité brésilienne de l'État du Minas Gerais et la Microrégion de Guanhães.